# Filme de artes marciais
Os filmes de artes marciais, também conhecidos coloquialmente como filmes de karaté ou kung fu, são um subgénero de filmes de ação que apresentam numerosos combates de artes marciais entre personagens. Estes combates são normalmente o principal apelo e valor de entretenimento dos filmes, e são frequentemente um método de contar histórias e de expressão e desenvolvimento de personagens. As artes marciais são frequentemente apresentadas em cenas de treino e outras sequências, para além de lutas. Os filmes de artes marciais incluem normalmente outras categorias de ação, tais como combate corpo a corpo, encenações, perseguições, e tiroteios.

## História
Os filmes asiáticos são conhecidos por terem uma abordagem mais minimalista ao cinema com base na sua cultura. Tal como com outros filmes de ação, os filmes de artes marciais são dominados pela ação em vários graus, utilizando apenas trabalho de fio (wire fu) no máximo; muitos filmes de artes marciais têm apenas um enredo e uma quantidade mínima de desenvolvimento de personagens e concentram-se quase exclusivamente na ação, enquanto outros têm enredos e personagens mais criativos e complexos juntamente com cenas de ação. Filmes deste último tipo são geralmente considerados filmes artisticamente superiores, mas muitos filmes do primeiro tipo são comercialmente bem sucedidos e bem recebidos pelos fãs do género. Um dos primeiros filmes de Hollywood a utilizar o uso das artes marciais foi o filme Bad Day at Black Rock de 1955, embora as cenas de Spencer Tracy não tenham sido sequências de luta realistas, compostas principalmente de leves golpes tegatana.
Os filmes de artes marciais contêm muitas personagens que são artistas marciais e estes papéis são frequentemente desempenhados por atores que são verdadeiros artistas marciais. Caso contrário, os atores treinam frequentemente em preparação para os seus papéis ou o diretor de ação pode confiar mais na ação estilizada, ou em truques de realização de filmes como ângulos de câmara, edição, duplos, time-lapse, trabalho com fios e imagens geradas por computador. Trampolins e molas de lançamento costumavam ser utilizados para aumentar a altura dos saltos. O estilo minimalista emprega conjuntos menores e pouco espaço para cenas de luta improvisadas, mas explosivas, como se vê nos filmes de Jackie Chan. Estas técnicas são por vezes utilizadas também por verdadeiros artistas marciais, dependendo do estilo de ação do filme.
Durante as décadas de 1970 e 1980, a presença mais visível dos filmes de artes marciais foram as centenas de filmes de kung fu e ninja, de língua inglesa, produzidos pelos Shaw Brothers, Godfrey Ho e outros produtores de Hong Kong. Estes filmes foram amplamente difundidos na televisão norte-americana, em horários de fim de semana que eram frequentemente conhecidos coloquialmente como Kung Fu Theater, Black Belt Theater ou variações dos mesmos. Incluídos nesta lista de filmes estão clássicos comerciais como The Big Boss, Drunken Master e One Armed Boxer.
Os filmes de artes marciais têm sido produzidos em todo o mundo, mas o género tem sido dominado pelo cinema de ação de Hong Kong, atingindo um pico desde 1971 com a ascensão de Bruce Lee até meados da década de 1990 com um declínio geral da indústria, até que foi reavivado perto dos anos 2000. Outras figuras notáveis do género incluem Jackie Chan, Jet Li, Sammo Hung, Yuen Biao e Donnie Yen.
Sonny Chiba, Etsuko Shihomi, e Hiroyuki Sanada estrelaram em numerosos filmes de karaté e jidaigeki do Japão durante os anos 70 e início dos anos 80. Hollywood também participou no género com atores como Chuck Norris, Sho Kosugi, Jean-Claude Van Damme, Steven Seagal, Brandon Lee (filho de Bruce Lee), Wesley Snipes, Gary Daniels, Mark Dacascos e Jason Statham. Nos anos 2000, a indústria cinematográfica tailandesa tornou-se uma força internacional no género com os filmes de Tony Jaa e o cinema do Vietname segiu o exemplo com The Rebel e Clash. Em anos mais recentes, a indústria cinematográfica indonésia ofereceu Merantau (2009) e The Raid: Redemption (2011).
As mulheres também desempenharam papéis-chave no género, incluindo atrizes como Michelle Yeoh, Angela Mao e Cynthia Rothrock. Além disso, a animação ocidental aventurou-se no género, sendo o esforço mais bem-sucedido o internacionalmente aclamado franchise de filmes de DreamWorks Animation, Kung Fu Panda, estrelado por Jack Black e Angelina Jolie.
Matrix é considerado revolucionário no cinema americano por elevar o nível das cenas de luta no cinema ocidental.

## Subgéneros
No universo de língua chinesa, os filmes de artes marciais estão normalmente divididos em duas subcategorias: os filmes do período wuxia (武俠片), e os mais modernos filmes de Kung fu (功夫片, melhor epitomizado nos filmes de Bruce Lee).